# 震源

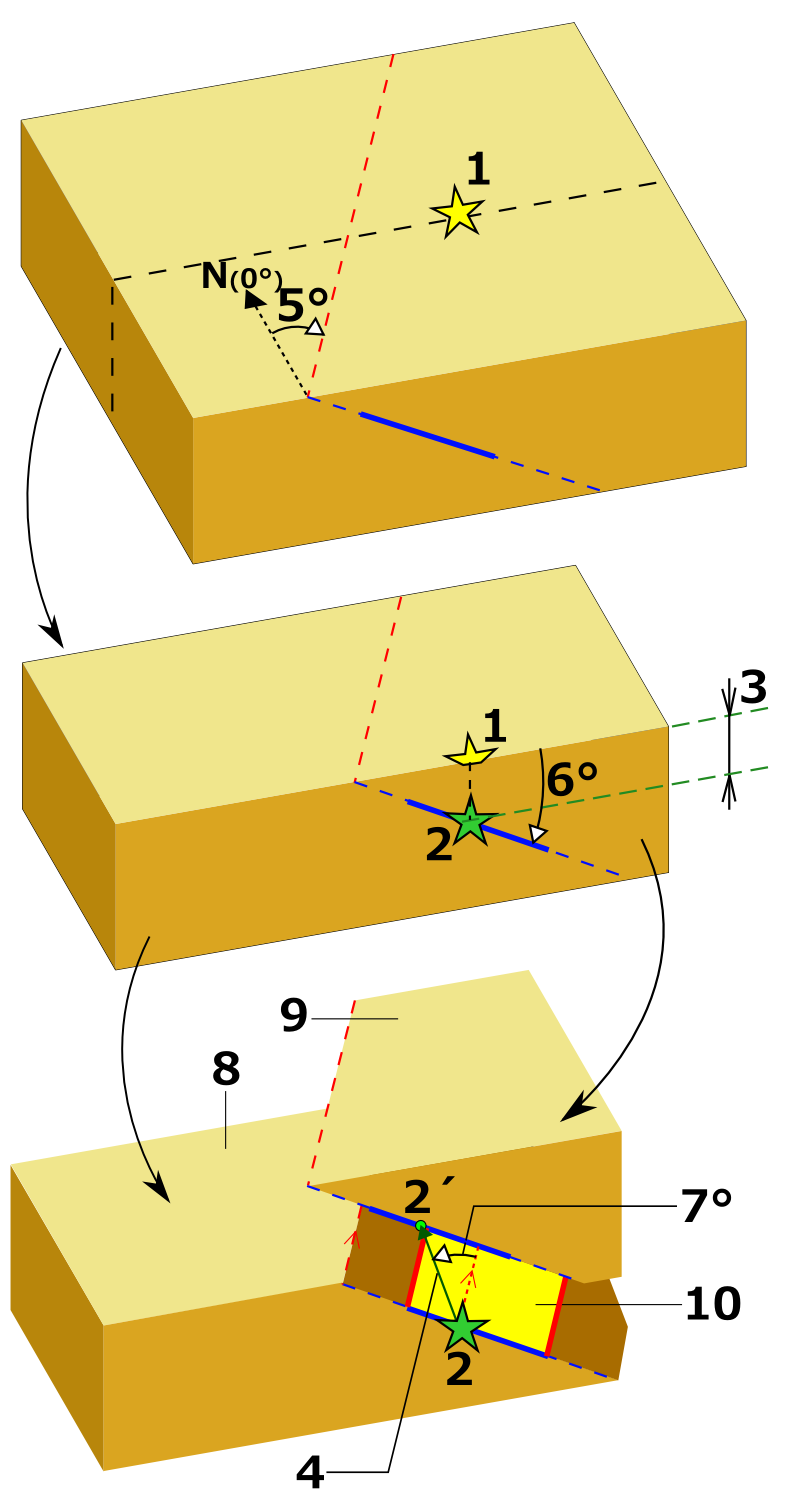
震源断層のモデル。
1:震央 2:震源 3:震源の深さ 4:スリップ量 5:走向 6:傾斜角 7:スリップ角 8:下盤 9:上盤 10:震源域

震源（しんげん、英語: hypocenter）は、地震の発生した地下の場所を意味する。震央（後述）とは異なる。

## 震源と震源域
断層の破壊は震源となる場所1か所で起こるものではないので、破壊が最初に発生した場所を震源、破壊した領域を震源域（しんげんいき、source region）とよぶ。基本的に地震の規模が大きくなるほど震源域も大きくなる。マグニチュード（以下単にM）8を超えるような巨大地震の場合、数百kmにおよぶこともある。長野県中部地震の震源面積は京都市東山区とほぼ同じだが、規模がM9.0の東北地方太平洋沖地震（2011年）の震源域は岩手県沖から茨城県沖まで南北500 km、東西200 kmにわたった（東北地方を南北に5分割した一片にほぼ相当する）。よって余震の震源点も一点ではない。地震学においては、震源域と断層面はほぼ同義である。
小規模な地震では震源域が極めて小さく、断層破壊が震源に集中している場合も多い（ポイントソース）。逆に大規模な地震では震源域が広い。
断層が場合によっては数百 kmにわたり破壊される地震という現象の中で、単に断層の破壊が始まった点にすぎない震源が重視されるのは、震源のみが後述のように地震波の到達時刻をもとに、地震発生直後に判定できるからである。
| 地震                 | モーメントマグニチュード | 断層の長さ（km） | 断層の幅（km） |
| -------------------- | ------------------------ | ---------------- | -------------- |
| 長野県中部地震       | 5.0                      | 4                | 2              |
| 長野県西部地震       | 6.4                      | 15               | 10             |
| 兵庫県南部地震       | 6.9                      | 40               | 10             |
| 鳥取地震             | 7.0                      | 33               | 13             |
| 日本海中部地震       | 7.8                      | 120              | 30             |
| 大正関東地震         | 7.9                      | 130              | 70             |
| 昭和東南海地震       | 8.1                      | 120              | 80             |
| 昭和三陸地震         | 8.1                      | 180              | 100            |
| 東北地方太平洋沖地震 | 9.0                      | 500              | 200            |
| 1960年チリ地震       | 9.5                      | 850              | 180            |

## 震源の決定
断層の破壊の始まった震源の位置は、地上の複数（3または4点以上）の観測点で得られた地震波形から、P波とS波の初動到達時刻を読み取り、決定する（グリッドサーチ法）。平面座標（緯度・経度）及び深さによって示される。気象庁では緊急地震速報を発表するために、1つの観測点で得られた波形だけから震源を一時的に推定することもある（BΔ法、テリトリー法）。当然、多くの波形が得られていたほうが震源の決定精度は高い。しかしグリッドサーチ法でも震源の深さを求めることは難しい場合があり、余震活動や、震源から数千 km離れた観測点の波形を用いることで決定される。
実際には、断層の破壊は震源にとどまらず、大地震の場合は数十 km以上にわたって破壊が広がるわけであるが、その様子については地震波形からは明らかにすることはできない。それは真っ暗なトンネルの中でたくさんの鐘を鳴らすようなものである。この場合、最初に鳴りはじめた鐘がどの方向にあるかは辛うじて分かるものの、一斉に鳴り、さらに壁の音の反響もあると、もはやそれぞれの鐘の配置など分からない。地震波もそれと同様で、最初の1点については判定できるものの、その後どうなっているかは直接は分からない。故に地震のその他のパラメーターと震源域は、以下のように様々な分析と、震源域でその後に発生する余震の分布をもとに判定される。
地震速報などでは「震源の深さはごく浅く……」と報じられる事もあるが、深さが10 kmよりも浅かった場合にこのように表現される（このデータの次にマグニチュードが発表されるのが通例）。

## 震源パラメータ
地震は地下の断層運動と考えられるから、地震を起こすことによってどれだけ断層が動いたかを示せば、地震の発生メカニズムを示すことになる。これを震源パラメータと呼ぶ。
震源パラメータも観測される地震波形から求められる。まず地震波の初動が「押し」であるか「引き」であるかを識別してこれを図に描き、震源球を作る。これは整理されてメカニズム解として表される。すなわち、断層の走向（strike）、傾斜（dip）、すべり方向（slip vector）である。このメカニズム解と、観測された地震波形の振幅から、断層がどれだけ動いたか（すべり量）を決定する。
このほか、震源パラメータとして重要な断層面の面積は、余震分布、地震後の地殻変動である余効変動、地震波の周波数の解析、津波などから求められる。

## 震央（震源地）
震源直上の地表部分を震央（epicenter）と呼び、これには深さのパラメータはない。マスコミなどで俗に震源地と言われているものである。
震源の深さの決定は難しいが、震央は比較的簡単に求められる。震央が海上にあった場合、津波の危険があるため津波警報発令等の対策を取るなど、まず震央を求めることが重要になる場合もある。

## 転用
震源という言葉は、ものごと（とくに事件や騒動）の原因や渦中という意味で使われることがある。震央という言葉をなにかのたとえに使うことは殆どない。